# Allocosa pallideflava
Allocosa pallideflava är en spindelart som först beskrevs av Lawrence 1936.  Allocosa pallideflava ingår i släktet Allocosa och familjen vargspindlar.
Artens utbredningsområde är Namibia. Inga underarter finns listade i Catalogue of Life.